# Tepuy Tramen
Le tepuy Tramen est un des tepuys du Venezuela, jusqu'en 1978 il a été confondu avec le tepuy Ilú car la vallée les séparant était inconnue.